# Panthera tigris trinilensis
El tigre de Trinil (Panthera tigris trinilensis) es una subespecie de tigre que apareció  hace 1.2 millones de años que fue encontrada en la localidad de Trinil, Java, Indonesia. Los restos fósiles se almacenan ahora en la Colección Dubois del Museo Nacional de Historia Natural, en Leiden, Países Bajos. Aunque estos fósiles se han encontrado en Java, el tigre de Trinil no es probablemente un antepasado directo del tigre de Java. El tigre de Trinil probablemente se extinguió hace 50.000 años. El tigre de Bali tampoco está relacionado con el tigre de Trinil debido a la diferencia de época.